# Busira
Busira är en flod i Kongo-Kinshasa, som bildas av sammanflödet av Tshuapa och Lomela, och bildar Ruki vid sammanflödet med Momboyo. Dess viktigaste biflöde i övrigt är Salonga. Floden, som ibland räknas som en del av Ruki, är 305 km lång och segelbar i hela sin längd. Den rinner genom provinserna Tshuapa och Équateur, i den västra delen av landet, 600 km nordost om huvudstaden Kinshasa. En del av floden ingår i gränsen mellan provinserna.